# Helmuth Weidling

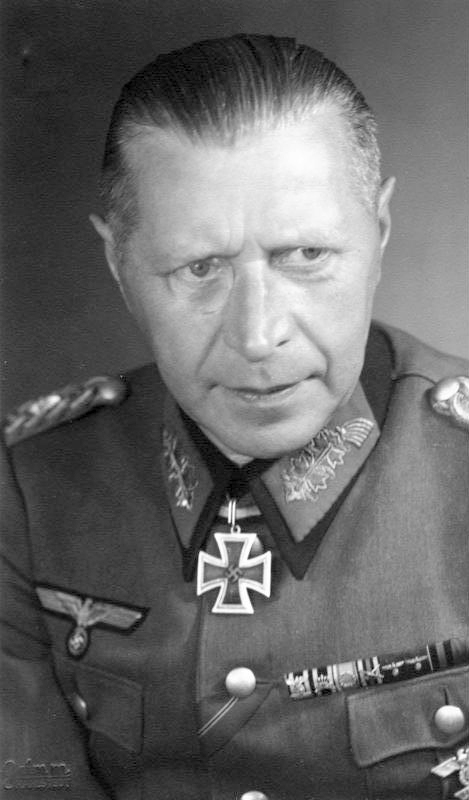
Helmuth Weidling (1943)

Helmuth Otto Ludwig Weidling (* 2. November 1891 in Halberstadt; † 17. November 1955 im Gefangenenlager Wladimirowka in Wladimir) war ein deutscher General der Artillerie im Zweiten Weltkrieg. 
Helmuth Weidling diente im Ersten Weltkrieg in verschiedenen Positionen, zuletzt als Artilleriebeobachter und Batterieführer. In diesen Positionen erlangte er mehrere Auszeichnungen, darunter auch beide Eiserne Kreuze. Nachdem er nach dem Ersten Weltkrieg in die Reichswehr übernommen worden war, gelang ihm in den 1920er und 1930er Jahren der Aufstieg bis zum Kommandeur des Artillerie-Regiments 56. 
Während des Zweiten Weltkriegs nahm er am Überfall auf Polen und am Frankreichfeldzug teil. Danach diente er im Deutsch-Sowjetischen Krieg. Er stieg bis zum General der Artillerie auf und wurde mit hohen Orden ausgezeichnet. Während der Schlacht um Berlin kämpfte er als Kommandeur eines Panzerkorps. Wegen eines Gerüchts wurde er fast hingerichtet, wurde aber nach Klärung zum Kampfkommandanten von Berlin ernannt. Nach dem Suizid Adolf Hitlers kapitulierte er mit der Wehrmacht gegenüber der Roten Armee. Weidling kam in Kriegsgefangenschaft, in der er 1955 starb.

## Leben

### Soldat im Ersten Weltkrieg
Weidling trat 1911 in das Feldartillerie-Regiment „von Peucker“ (1. Schlesisches) Nr. 6 der Preußischen Armee in Breslau ein, kam dann zum Luftschiffer-Bataillon Nr. 1 nach Berlin-Tegel und wurde hier am 10. August 1912 zum Leutnant befördert. Nach dem Beginn des Ersten Weltkriegs und der Mobilmachung kam Weidling an der Westfront zum Einsatz. Nach einer Ausbildung zum Luftschiff-Kommandanten fuhr er als Wachoffizier auf verschiedenen Zeppelinen und übernahm später als Kommandant die Führung von LZ 97 (Baunummer LZ 67) und LZ 113 (LZ 83). Nach der Einstellung der Heeresluftschiffahrt im Frühjahr 1917 wurde er zur alten Waffe versetzt. Dort wurde er als Artilleriebeobachter und Batterieführer in seinem Stammregiment verwendet. Weidling wurde ausgezeichnet mit beiden Klassen des Eisernen Kreuzes, dem Ritterkreuz des Königlichen Hausordens von Hohenzollern mit Schwertern sowie dem Hanseatenkreuz Lübeck, dem Österreichischen Militärverdienstkreuz III. Klasse mit der Kriegsdekoration und dem Erinnerungsabzeichen für die Besatzung der Luftschiffe.
Nach dem Kriegsende wurde Weidling in die Reichswehr übernommen und am 1. Juni 1922 zum Hauptmann im 4. Artillerie-Regiment ernannt. Er war seit dem 1. Januar 1931 Chef der 3. Batterie des Regiments und kam dann in den Stab des Infanterieführers I bei der 1. Division in Königsberg. In dieser Funktion wurde er am 10. Juni 1932 zum Major ernannt.

### Zweiter Weltkrieg

#### Polen und Frankreichfeldzug
Es folgten die Beförderungen am 1. September 1935 zum Oberstleutnant und am 1. März 1938 zum Oberst. Er wurde am 10. November 1938 Kommandeur des Artillerie-Regiments 56, mit dem er nach dem Beginn des Zweiten Weltkriegs am Überfall auf Polen teilnahm. Anschließend erfolgte die Kommandierung zum Artillerie-Regiment 20 und am 10. April 1940 zum Artilleriekommandeur 128 (Arko 128) beim XXXX. Panzerkorps, mit dem er ab Mai 1940 im Frankreichfeldzug teilnahm. Am 1. Februar 1942 folgte seine Ernennung zum Generalmajor.

#### Deutsch-Sowjetischer Krieg
Ab Juni 1941 nahm Weidling am Krieg gegen die Sowjetunion teil. Am 1. Januar 1942 wurde er Kommandeur der 86. Infanterie-Division, in dieser Eigenschaft am 23. Juni 1942 mit dem Deutschen Kreuz in Gold ausgezeichnet sowie am 1. Januar 1943 zum Generalleutnant befördert. Am 15. Januar 1943 wurde er für die Erfolge seiner Division bei der Abwehr feindlicher Angriffe westlich von Rschew Ende 1942 mit dem Ritterkreuz des Eisernen Kreuzes ausgezeichnet. Am 20. Oktober 1943 wurde er zum Kommandierenden General des XXXXI. Panzerkorps ernannt und am 1. Januar 1944 zum General der Artillerie befördert. Für seine Führungsleistungen bei den schweren Abwehrkämpfen in den Pripjetsümpfen wurde er am 22. Februar 1944 mit dem Eichenlaub zum Ritterkreuz ausgezeichnet.
Während der Sommeroffensive 1944 der Roten Armee („Operation Bagration“) wurde sein Korps fast komplett vernichtet. Erst an der Weichsel gelang es ihm, mit den Resten der Einheit eine neue Frontlinie zu bilden. Weidling bekam am 28. November 1944 die Schwerter zum Ritterkreuz mit Eichenlaub verliehen. Am 10. April 1945 wurde er in die Führerreserve versetzt. Am 12. April 1945 wurde er Kommandierender General des LVI. Panzerkorps.

#### Schlacht um die Seelower Höhen und Schlacht um Berlin

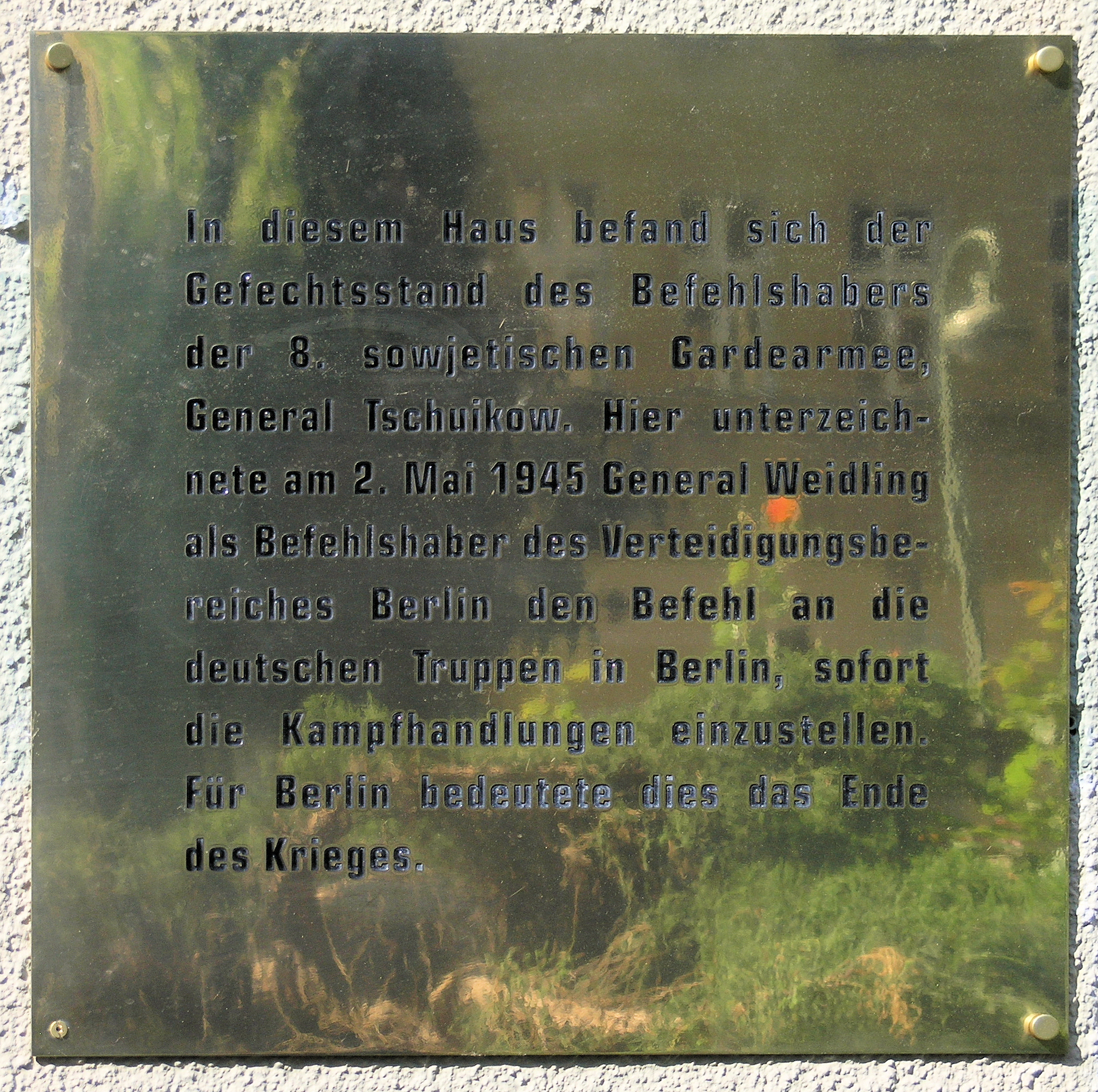
Gedenktafel am Haus Schulenburgring 2, in Berlin-Tempelhof

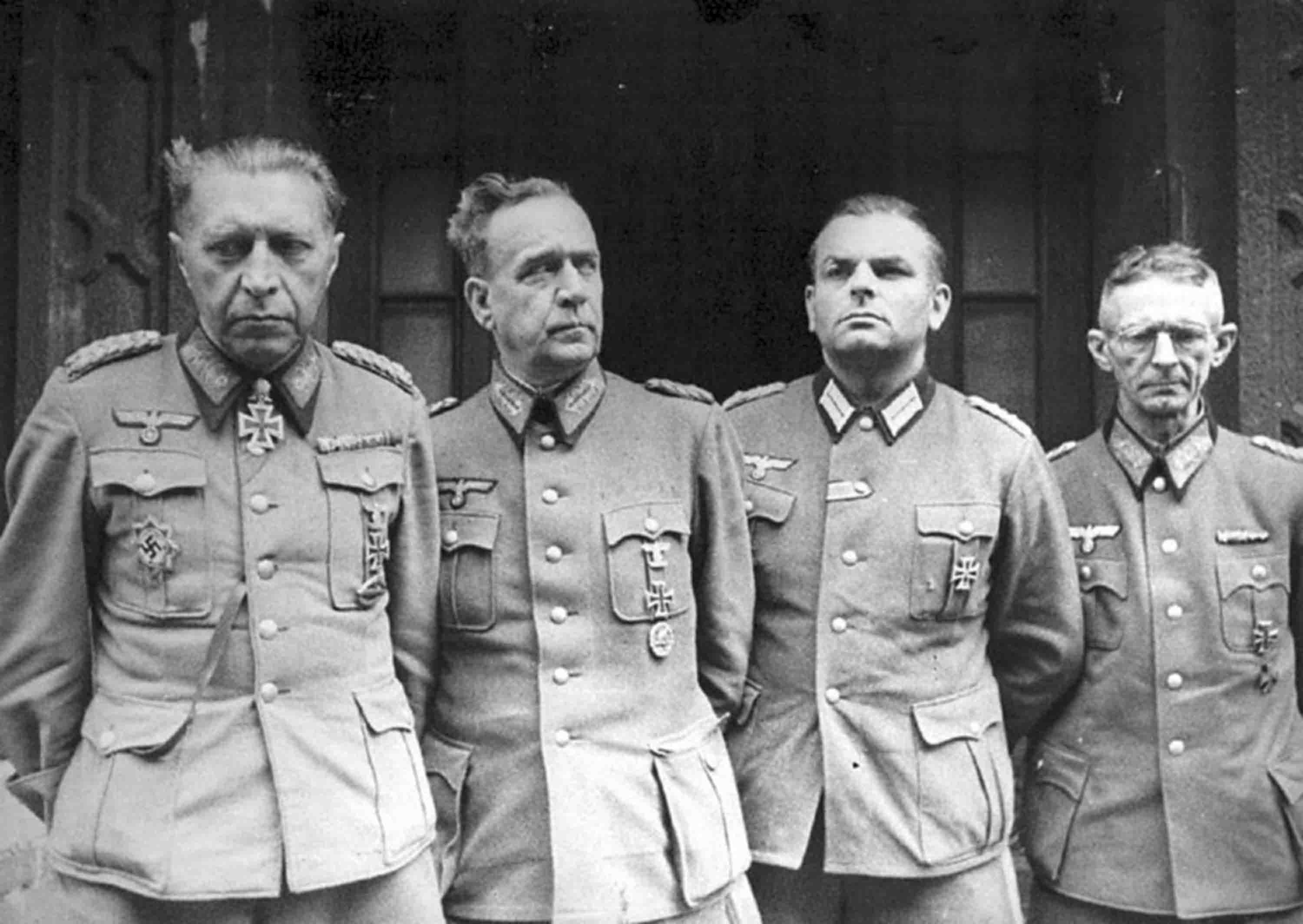
Weidling und sein Stab ergeben sich am 2. Mai 1945 der Roten Armee

Als Kommandierender General des LVI. Panzerkorps nahm Weidling an der Schlacht um die Seelower Höhen teil. Es standen ihm, wie dem CI. Armeekorps und dem XI. SS-Panzerkorps, nur noch wenige Panzer zur Verfügung. Dazu kam, dass sich die Panzer, bedingt durch den Treibstoffmangel, nur langsam fortbewegten. Während der Schlacht hatte Weidling über die Kriegsführung Hitlers laut Antony Beevor „keine Illusionen“ mehr. Sein Artilleriekommandeur Hans-Oskar Wöhlermann schrieb, dass Weidling „das Vertrauen in die höchste Führung verloren hatte“. Die Schlacht endete mit einer deutschen Niederlage und Weidlings Korps musste mit geschwächten 40.000 bis 50.000 Mann nach Westen zurückweichen. Trotzdem waren diese die kampfkräftigsten Truppen in der kommenden Schlacht um Berlin.
Als Kommandierender General des LVI. Panzerkorps war seine Truppe bei der Schlacht um Berlin in schwere Kämpfe verwickelt; sein Gefechtsstand war „nur ein bis zwei Kilometer von der vordersten Kampflinie entfernt“. Gerüchteweise hieß es, dass er eigenmächtig seinen Gefechtsstand vom Südosten Berlins westlich nach Döberitz verlegt habe. Als Hitler und Theodor Busse, Oberbefehlshaber der 9. Armee, davon erfuhren, ordneten sie an, Weidling abzulösen, vor das nächste Kriegsgericht zu stellen und zu erschießen. Nachdem er davon erfahren hatte, begab sich Weidling zur Reichskanzlei, um dieses Missverständnis zu klären. Dort traf er die Generäle Wilhelm Burgdorf und Hans Krebs, die er überzeugte, dass er immer noch im alten Gefechtsstand war, und die ihn zu Hitler im Bunker begleiteten. Dort unterrichtete er Hitler über die militärische Lage, die dieser mit „grösstem Erstaunen“ verfolgt habe. Einen Tag später teilte Krebs Weidling mit, dass Hitler ihn zum Kampfkommandanten von Berlin ernannt habe. Weidling sagte darauf: „Es wäre besser, wenn sie befohlen hätten, mich zu erschießen. Dann ginge dieser Kelch an mir vorüber“.
Er sondierte in dieser Funktion auch die Übergabe Berlins an die vordringende Rote Armee, durfte aber gemäß Hitlers Weisung nicht kapitulieren. Nach Hitlers Suizid übergab er Berlin, indem er in den Morgenstunden des 2. Mai 1945 als Kampfkommandant den Befehl zur Einstellung der Kampfhandlungen in Berlin erteilte. Der Befehl lautete:

„Am 30. 4. 45 hat sich der Führer selbst entleibt und damit uns, die wir ihm die Treue geschworen hatten, im Stich gelassen. Auf Befehl des Führers glaubt Ihr noch immer um Berlin kämpfen zu müssen, obwohl der Mangel an schweren Waffen, an Munition und die Gesamtlage den Kampf als sinnlos erscheinen lassen. Jede Stunde, die Ihr weiterkämpft, verlängert die entsetzlichen Leiden der Zivilbevölkerung Berlins und unserer Verwundeten. Jeder, der jetzt noch im Kampf um Berlin fällt, bringt seine Opfer umsonst. Im Einvernehmen mit dem Oberkommando der sowjetischen Truppen fordere ich Euch daher auf, sofort den Kampf einzustellen.
( Weidling ) General der Artillerie und Befehlshaber Verteidigungsbereich Berlin“

### Kriegsgefangenschaft und Tod
Helmuth Weidling starb 1955 in sowjetischer Kriegsgefangenschaft an Herzinsuffizienz. Angesichts der Kriegsverbrechen, die von Einheiten unter seinem Kommando in der Sowjetunion während des Zweiten Weltkriegs begangen wurden, erklärte die Generalstaatsanwaltschaft der Russischen Föderation Weidling am 16. April 1996 postum für nicht rehabilitierbar.

## Trivia
In dem Film Der Untergang wird General Weidling von Michael Mendl dargestellt.